# Джакаев, Джакай Абакарович
Джакай Абакарович Джакаев (род. 5 апреля 1980, Ленинск, Казахская ССР, СССР) — российский шахматист, гроссмейстер (2006).

## Биография
Многократный чемпион Дагестана. Участник двух чемпионатов Европы (2002, 2003). Директор махачкалинской школы шахмат имени Карпова. По национальности — кумык. Президент дагестанской федерации шахмат.

## Образование
- В 2002 году окончил Дагестанский государственный университет, по специальности «Юриспруденция».
- 2002—2005 — аспирант кафедры «Уголовное право и криминология».

## Трудовая деятельность
- 2002—2010 — член Президиума Федерации шахмат ЮФО.
- 2010—н.в. — член Президиума Федерации шахмат СКФО.
- 2012—2014 — руководитель Подразделения Российской шахматной федерации в СКФО.
- 2011—н.в. депутат Собрания депутатов городского округа «город Махачкала» 5-го созыва.
- 2014—н.в. директор МБУ «СШ по шахматам Карпова А. Е.».
- октябрь 2015 — н.в. избран заместителем Председателя Собрания депутатов городского округа с внутригородским делением «город Махачкала» 1-го созыва.

В августе 2018 года избран Президентом ДРОО «Федерация шахмат».

## Награды и звания
- С 2006 года — Международный гроссмейстер по шахматам.
- Заслуженный тренер Республики Дагестан.
- В 2014 году награжден Почётной грамотой Главы города Махачкалы.

В 2014 году награждён Почётной грамотой Собрания депутатов г. Махачкалы.
В 2016 году награждён Именными часами Главы Махачкалы.
В 2017 году награждён Именными часами Главы Республики Дагестан.

## Изменения рейтинга
| Графики недоступны из-за технических проблем. См. информацию на Фабрикаторе и на mediawiki.org. |